# Johann Friedrich Pfaff
Johann Friedrich (ibland stavat Friederich) Pfaff, född den 22 december 1765 i Stuttgart, död den 21 april 1825 i Halle an der Saale, var en tysk matematiker. Han arbetade framförallt med integralkalkyl och partiella differentialekvationer. Han var bror till Christoph Heinrich och Johann Wilhelm Andreas Pfaff.  
Pfaff blev professor i Helmstedt 1788 och i Halle 1810. Bland hans lärjungar märks Carl Friedrich Gauss, Johann Christian Martin Bartels, Christian Ludwig Gerling, Carl Brandan Mollweide, August Ferdinand Möbius, Johann August Grunert och Friedrich Carl Wex. År 1793 blev han korresponderande ledamot av ryska vetenskapsakademien, 1812 av preussiska vetenskapsakademien och 1821 av franska vetenskapsakademien. 
Hans främsta arbeten ägnades åt teorin för differentialekvationers integration. Särskilt behandlade han en anmärkningsvärd andragradsekvation, vilken sedan blivit uppkallad med hans namn, samt framställde en allmän metod för integration av partiella differentialekvationer av första ordningen med ett godtyckligt antal variabler. Han tillhörde den så kallade kombinatoriska skolan och sökte även i flera avhandlingar tillämpa kombinatoriken inom den högre analysen. Av hans skrifter kan nämnas Commentatio de ortibus et occasibus siderum apud auctores classicos commemoratis (1786), Disquisitiones analyticæ (1797) och Methodus generalis, æquationes differentiarum partialium... complete integrandi (1814-15). 